# Baltimore Orioles
Os Baltimore Orioles são um time profissional de baseball, localizado em Baltimore, Maryland, nos EUA. Eles são membros da Divisão Leste da American League da Major League Baseball. Uma das oito franquias iniciais da American League, em 1901 atuou seu primeiro ano em Milwaukee, Wisconsin, sob o nome de Milwaukee Brewers, depois mudando-se para St. Louis, tornando-se o St. Louis Browns. Após 52 anos em St. Louis, os Browns mudaram-se para Baltimore em 1954 e adotaram o nome de Orioles, como uma homenagem à ave oficial do estado de Maryland. Apelidos para o time incluem os O's e os Birds. Desde 1992, costuma mandar suas partidas no Oriole Park at Camden Yards.
O maior período de sucesso dos Orioles foi entre 1964 e 1983, vencendo sete vezes a Divisão (1969–1971, 1973–1974, 1979 e 1983), seis vezes a American League (1966, 1969–1971, 1979 e 1983), três World Series (1966, 1970 e 1983) e quatro MVPs (3B Brooks Robinson 1964, OF Frank Robinson 1966, 1B Boog Powell 1970 e SS Cal Ripken Jr. 1983).

## História
Nos anos de 1890, um outro Baltimore Orioles incluiu vários jogadores no Hall da Fama. 
Em 1901, Baltimore e John McGrew foram premiados com a expansão da franquia na American League, mas o time foi sacrificado em favor de uma franquia na cidade de Nova Iorque, já que o time foi transferido para Nova Iorque em 1903. Depois de algumas dificuldades no começo, o time se tornou a franquia mais vitoriosa do baseball, o New York Yankees.
Como um membro de menor nível da International League, os Orioles jogaram na atual divisão AAA entre 1903 e 1953. Os Orioles da IL ganharam nove vezes a liga, primeiro em 1908, seguido de uma sequência entre 1919 e 1925 e, depois em 1944, seguido da perda de seu estádio, o Oriole Park, devido a um incêndio na metade da temporada. O resto da temporada foi disputada no Municipal Stadium, chamando a atenção da liga e criando uma oportunidade para o time na major league. Graças ao estádio maior, dez anos depois, o time entrou na MLB.

### Prévia do Sucesso (1954–59)
Após o início da campanha de 1954 com dois jogos contra os Tigers, em Detroit, os Orioles voltaram para Baltimore em 15 de Abril para um desfile de boas-vindas ao longo das ruas da cidade, com uma estimativa de 350 mil espectadores ao longo do percurso. Em sua estréia no Memorial Stadium os Orioles venceram o Chicago White Sox por 3-1, para um público de 46.354 espectadores. O restante da temporada não seria tão empolgante, com a equipe atingindo 100 derrotas, ficando apenas três jogos da última posição. Com os investidores frustrados com a campanha e insatisfeitos por outra sétima posição, Clarence Miles renunciou em novembro de 1955. O promotor imobiliário James Keelty Jr. o sucedeu como presidente com o banqueiro Joseph Iglehart como novo presidente do conselho.
As sementes do sucesso a longo prazo foram plantadas em 14 de setembro de 1954, quando os Orioles contrataram Paul Richards para ser gerente do time e gerente geral. Ele lançou as bases para o que alguns anos mais tarde seria chamado o 'Oriole Way. A instrução dos fundamentos do baseball se tornou uniforme em cada detalhe dentre todas as classes dentro da organização. Os jogadores foram pacientemente treinados até atingirem certo nível, em vez de serem levados às pressas para o próximo nível.
Para o restante da década de 1950, os Orioles mantiveram boas campanhas mas sem resultados expressivos. Infelizmente, Richards também tinha a tendência de gastar dinheiro em jogadores de habilidade duvidosa. Isso se tornou um grande problema dentro do time.
A solução veio em 5 de Novembro de 1958, quando Lee MacPhail foi nomeado gerente geral, permitindo que Richards se concentrasse em suas tarefas na gestão do time. MacPhail adicionou muita disciplina aos olheiros, estabelecendo avaliadores para determinar quais promessas eram dignas de um contrato. Ele também aceitou o cargo de presidente, quando Keelty renunciou em Dezembro de 1959.

### Candidatos à liga (1960-65)
Um mês antes do final da temporada de 1961, Richards renunciou ao cargo de capitão para se tornar o gerente geral da expansão do Houston Colt 45s. Um ano antes ele colocou os Orioles como um concorrente legítimo quando eles estavam no topo da classificação da AL, terminando depois na segunda colocação.
Em 1964, os Orioles, liderados por Hank Bauer em seu primeiro ano de gestão do time, estiveram envolvidos em uma disputa acirrada contra os Yankees e o White Sox. Eles terminaram em terceiro, com um recorde de 97-65, apenas dois jogos fora. 
A compra da CBS de uma participação maioritária nos Yankees em 9 de Setembro do mesmo ano resultou em uma mudança na situação em Baltimore. Iglehart, o maior acionista dos Orioles e proprietário de uma quantidade considerável do estoque da CBS, endireitou suas questões de conflito de interesse em 25 de Maio de 1965, vendendo suas 64 mil partes no time para a National Brewing Company, um dos originais investidores da equipe, que finalmente tinha controle acionário de 65%. O presidente da cervejaria, Jerold Hoffberger, tornou-se o novo presidente do conselho. Com o benefício de uma associação de talento profundo e olheiros superiores, a franquia continuou a melhorar seu nível na liga principal. Em 9 de Dezembro de 1965, os Orioles negociaram o pitcher Milt Pappas com os Cincinnati Reds em troca de Frank Robinson. Essa troca representou uma melhora na produção da equipe.

### Anos de Glória (1966-83)
Na década de 1960, os Orioles lançaram um grande número de jogadores e treinadores de alta qualidade e criaram a base para duas décadas de sucesso. Este período incluiu dezoito temporadas vencedoras consecutivas (1968-1985) -— uma corrida sem precedentes que viu os Orioles se transformarem na inveja da liga, e a equipe mais vencedora no baseball.
Durante este período, os Orioles jogaram baseball na Oriole Way. A Oriole Way foi a crença de que o trabalho duro, profissionalismo e uma forte compreensão dos fundamentos foram as chaves para o sucesso do alto nível da equipe. Foi baseada na crença de que, se cada treinador, em todos os níveis, ensinasse o jogo da mesma forma, a organização poderia produzir "peças de reposição", que poderiam ser substituídas no clube, com pouco ou nenhum ajuste. 
A Oriole Way começou a florescer em 1966, depois da troca de Robinson por Pappas. Com isso, os Orioles facilmente venceram o Los Angeles Dodgers na World Series de 1966. Depois de uma temporada medíocre em 1967, Hank Bauer seria substituído por Earl Weaver em 1968. Nesse ano, os Orioles terminariam na segunda posição da American League. Isso seria apenas um prelúdio para 1969, quando os Orioles venceram 109 partidas e facilmente venceram o título da recém criada Divisão Leste da American League. Depois de facilmente vencer o Minnesota Twins nas finais da American League, Baltimore ficou chocado quando perdeu para o New York Mets em cinco jogos na World Series. No ano seguinte, os Orioles venceram 108 partidas. Depois de novamente bater os Twins nas finais, os Orioles venceram a World Series de 1970, ao derrotar o Cincinnati Reds em cinco jogos.
Em 1971, os Orioles venceram novamente a Divisão. Depois de derrotar o jovem Oakland Athletics nas finais da American League, os Orioles perderiam uma emocionante World Series de sete jogos para o Pittsburgh Pirates. Baltimore ficaria de fora dos playoffs de 1972, mas se recuperou com o título da Divisão em 1973 e 1974. Nesses anos, o time foi derrotado por Oakland nas finais da AL. O título da Divisão só viria novamente em 1979, graças ao esforço de seus arremessadores Ken Holtzman e Mike Flanagan. Os Orioles derrotaram o California Angels nas finais da AL, mas novamente perderam para Pittsburgh na World Series. Essa derrota foi o início para um período sem títulos de Baltimore.
Esse período triste só acabaria em 1983, quando Earl Weaver se retirou de seu cargo de gerente, dando lugar a Joe Altobelli. Nessa temporada os Orioles venceram a Divisão após 98 vitórias, graças ao MVP Cal Ripken Jr.. Os Orioles derrotaram o Chicago White Sox nas finais da AL graças a um home run de Tito Landrum na 10ª entrada do jogo decisivo. O título da World Series viria após cinco jogos contra o Philadelphia Phillies.

### Últimas temporadas no Memorial Stadium (1984-91)
Após vencer a World Series de 1983, os Orioles passaram os cinco anos seguintes em um declínio profundo, terminando a temporada de 1986 na última posição pela primeira vez desde a mudança para Baltimore. O time chegou ao fundo em 1988, quando começou a temporada com 0-21, culminando com 107 derrotas e a pior marca do ano. Os Orioles surpreenderam no ano seguinte, passando a maior parte do verão na primeira posição, até Setembro, quando o Toronto Blue Jays os ultrapassaram e venceram a Divisão. Os Orioles deram adeus ao Memorial Stadium, a casa do time por 38 anos, ao final da temporada de 1991.

### Primeiras temporadas no novo estádio (1992-97)
Em 1992, o Baltimore Orioles passou a mandar seus jogos no Oriole Park at Camden Yards. No ano seguinte, o estádio foi sede do All-Star Game. Porém, o time não conseguiu resultados expressivos, sem ao menos vencer sua Divisão.
Em 1996, apresentou-se uma temporada promissora, mas, mais uma vez, o time não venceu a Divisão. No ano seguinte, os Orioles dominaram a Divisão, permanecendo em primeiro do início ao fim, porém, nos playoffs, perdeu a final da American League para o Cleveland Indians.

### Recessão (1998-2006)
Com Miller no comando, os Orioles se viram não apenas fora dos playoffs, mas também com uma temporada de derrotas. Quando o contrato de Gillick expirou em 1998, ele não foi renovado. Angelos contratou Frank Wren para assumir o cargo de gerente geral. Os Orioles contrataram o volátil rebatedor Albert Belle, mas os problemas da equipe continuaram na temporada de 1999, com estrelas como Rafael Palmeiro, Roberto Alomar e Eric Davis saindo de graça. Após uma segunda temporada consecutiva de derrotas, Angelos demitiu Miller e Wren. Ele nomeou Syd Thrift como novo gerente geral e trouxe o ex-gerente do Cleveland, Mike Hargrove. Em um evento raro, em 28 de março de 1999, os Orioles organizaram uma série de exibições contra a equipe nacional cubana em Havana. Os Orioles venceram o jogo por 3 a 2 em 11 entradas. Eles foram a primeira equipe da Liga Principal a jogar em Cuba desde 1959, quando o Los Angeles Dodgers enfrentou os Orioles em uma exibição. A equipe cubana visitou Baltimore em maio de 1999 e venceu por 10 a 6.
Na primeira década do século XXI, os Orioles enfrentaram dificuldades devido à combinação de um jogo sem brilho por parte da equipe, uma série de administrações ineficazes e a ascensão de Nova York e Boston ao topo do jogo - cada rival com uma clara vantagem em termos de flexibilidade financeira devido ao maior tamanho do mercado de mídia. O que complicou ainda mais a situação dos Orioles foi a transferência da franquia Montreal Expos da Liga Nacional para a vizinha Washington, D.C., em 2004. O proprietário do Orioles, Peter Angelos, exigiu uma compensação da Major League Baseball, já que a nova franquia já que o novo Washington Nationals ameaçava destruir a base de fãs e os dólares da televisão dos Orioles. No entanto, havia alguma esperança de que a concorrência no mercado metropolitano maior de Baltimore-Washington estimulasse os Orioles a oferecer um produto melhor para competir pelos torcedores com o Nationals.

### Anos de reconstrução e chegada de Buck Showalter (2007-2011)
Um novo presidente de operações de beisebol chamado Andy MacPhail foi contratado na metade da temporada de 2007. MacPhail passou o restante da temporada de 2007 avaliando o nível de talento dos Orioles e determinou que medidas significativas precisavam ser tomadas para que os Orioles voltassem a ser um concorrente na Liga Americana Leste. Ele concluiu duas negociações de grande sucesso durante a entressafra seguinte, cada uma delas enviando um jogador de primeira linha em troca de cinco prospectos (ou jogadores mais jovens e menos caros). Tejada, que havia atingido um aproveitamento de 296 pontos, com 18 HR e 81 RBI em 2007, foi para o Houston Astros em troca do outfielder Luke Scott, dos arremessadores Matt Albers, Troy Patton e Dennis Sarfate, e do terceira base Mike Costanzo. Além disso, o recém-designado ás da rotação dos Orioles, Érik Bédard, que teve 13 vitórias e 5 derrotas, com uma ERA de 3,16 em 2007 e 221 eliminações, foi enviado para o Seattle Mariners em troca do melhor prospecto de campo externo Adam Jones, do arremessador canhoto George Sherrill e de três arremessadores de ligas menores Chris Tillman, Kam Mickolio e Tony Butler. A troca de Bedard, em particular, seria considerada uma das mais bem-sucedidas da história da franquia.
Embora MacPhail obtivesse sucesso na maioria de suas negociações feitas para os Orioles a longo prazo, as aquisições de veteranos que ele fazia nem sempre davam certo e, como resultado, a equipe nunca terminaria acima do 4º lugar na AL East, ou com mais de 69 vitórias, enquanto MacPhail estivesse no comando. Embora algumas de suas contratações de agentes livres tivessem contribuições positivas (como o reliever Koji Uehara), a maioria deu retornos medíocres, na melhor das hipóteses. Em especial, os Orioles nunca conseguiram montar uma equipe de arremessadores de sucesso durante esse período. Seu arremessador titular mais consistente de 2008 a 2011 foi o tardio Jeremy Guthrie, que foi nomeado titular no Dia de Abertura em 3 das 4 temporadas e teve um ERA acumulado de 4,12 durante esse período.
Depois da demissão de Davey Johnson após a temporada de playoffs de 1997, os proprietários do Orioles tiveram dificuldades para encontrar um técnico que lhes agradasse, e esse período não foi exceção. Dave Trembley foi contratado como técnico interino em junho de 2007 e teve o rótulo de interino removido no final daquele ano. Trembley esteve no comando novamente em 2008 e 2009, mas nunca conseguiu tirar a equipe do fundo do poço na AL East. Depois de começar a temporada de 2010 com um péssimo desempenho de 15 a 39, Dave Trembley foi demitido e o treinador da terceira base, Juan Samuel, foi nomeado técnico interino. Os Orioles estavam buscando uma solução mais permanente para o cargo de técnico à medida que a temporada de 2010 continuava a se desenrolar, e Buck Showalter, duas vezes eleito o Técnico do Ano da AL, acabou sendo contratado em julho de 2010. Os Orioles ficaram com 34 vitórias e 23 derrotas depois que Buck assumiu o cargo, prenunciando que um futuro melhor poderia estar no horizonte e dando aos torcedores dos Orioles esperança e otimismo renovados para o futuro da equipe.
Os Orioles fizeram alguns movimentos agressivos para melhorar a equipe em 2011, na esperança de garantir sua primeira vaga nos playoffs desde 1997. Andy MacPhail realizou negociações para trazer veteranos consagrados como Mark Reynolds e J. J. Hardy dos Diamondbacks e Twins, respectivamente. Os veteranos agentes livres Derrek Lee e Vladimir Guerrero também foram trazidos para ajudar a melhorar o ataque. No prazo de negociação de 2011, o favorito dos fãs, Koji Uehara, foi enviado para o Texas Rangers em troca de Chris Davis e Tommy Hunter, uma ação que não traria dividendos imediatos, mas que seria crucial para o sucesso posterior da equipe. Embora essas mudanças tenham tido impactos variados, os Orioles marcaram 95 corridas a mais em 2011 do que no ano anterior. Mesmo assim, a equipe terminou em último lugar na AL East devido ao fracasso total da equipe de arremessadores. Brian Matusz compilou um dos maiores ERAs de uma única temporada na história da MLB (10,69 em 12 partidas) e todos os arremessadores que começaram um jogo para os Orioles em 2011 terminaram a temporada com um ERA de 4,50 ou mais, exceto Jeremy Guthrie. Os Orioles terminaram em 30º lugar entre 30 equipes da MLB naquele ano, com um ERA de 4,89. O contrato de Andy MacPhail não foi renovado em outubro de 2011 e iniciou-se uma busca por um novo gerente geral. Após um processo público de entrevistas em que vários candidatos se recusaram a assumir o cargo, o ex-GM Dan Duquette foi contratado para atuar como Vice-Presidente Executivo de Operações de Beisebol.

### Retorno ao sucesso sob o comando de Showalter (2012-2016)
Duquette não perdeu tempo e reformulou o elenco do Orioles, especialmente a pior equipe de arremessadores da MLB. Ele negociou o favorito dos fãs Jeremy Guthrie com o Colorado Rockies em troca de Jason Hammel. Ele trouxe o novo arremessador titular agente livre Wei-Yin Chen da liga Nippon Professional Baseball, e Miguel González foi contratado como agente livre de ligas menores. Nate McLouth foi contratado para um contrato de ligas menores em junho de 2012 e provou ter um impacto significativo na reta final. Esse ano também marcou a estreia do tão badalado prospecto Manny Machado.
Os Orioles venceram 93 jogos em 2012 (depois de vencerem 69 no ano anterior) graças, em grande parte, a um recorde de 29-9 em jogos de uma corrida e um recorde de 16-2 em jogos de prorrogação. A diferença entre esse bullpen dos Orioles e os bullpens anteriores foi como noite e dia, liderada por Jim Johnson e seus 51 salvamentos. Ele terminou com uma ERA de 2,49 naquela temporada, e Darren O'Day, Luis Ayala, Pedro Strop e Troy Patton também terminaram com ERAs abaixo de 3,00. Os especialistas ficaram surpresos com o fato de a equipe continuar a superar as expectativas, mas a regressão nunca aconteceu naquele ano. Eles lutaram com o New York Yankees pelo primeiro lugar na AL East até setembro e conquistaram sua primeira vaga nos playoffs em 15 anos ao ganhar a segunda vaga de wildcard na Liga Americana.
No jogo de "morte súbita" do wildcard contra o Texas Rangers, Joe Saunders (adquirido em agosto daquele ano em troca de Matt Lindstrom) derrotou Yu Darvish para ajudar os Orioles a avançar para a rodada da divisão, onde enfrentaram um adversário conhecido, os Yankees. Os Orioles forçaram a série a durar cinco jogos (perderam os jogos 1 e 3 da série, enquanto venceram os jogos 2 e 4), mas CC Sabathia superou o Orioles Jason Hammel no jogo 5 e os Orioles foram eliminados dos playoffs.
Embora os Orioles acabassem perdendo os playoffs em 2013, eles terminaram com um recorde de 85-77, empatando com os Yankees pelo terceiro lugar na AL East. Ao registrar recordes de vitórias em 2012 e 2013, os Orioles alcançaram a façanha de temporadas consecutivas de vitórias pela primeira vez desde 1996 e 1997. Em 16 de setembro de 2014, os Orioles conquistaram a divisão pela primeira vez desde 1997 com uma vitória contra o Toronto Blue Jays, além de voltarem à pós-temporada pela segunda vez em três anos. Os Orioles terminaram a temporada de 2014 com um recorde de 96 vitórias e 66 derrotas e varreram o Detroit Tigers na ALDS.Os O's, por sua vez, foram varridos pelo Kansas City Royals na ALCS.
Por excesso de cautela, o Baltimore Orioles anunciou o adiamento dos jogos de 27 e 28 de abril de 2015 contra o Chicago White Sox, após violentos tumultos na região oeste de Baltimore após a morte de Freddie Gray. Após o anúncio do segundo adiamento, os Orioles também anunciaram que o terceiro jogo da série, programado para quarta-feira, 29 de abril, seria fechado ao público e seria televisionado apenas, aparentemente a primeira vez em 145 anos da Major League Baseball que um jogo não teve espectadores e quebrou o recorde anterior de 131 anos de menor público pago em um jogo oficial (o recorde anterior era 6). Os Orioles venceram os White Sox por 8 a 2. Os Orioles informaram que os jogos de reposição seriam disputados na quinta-feira, 28 de maio, em uma rodada dupla. Além disso, os jogos do fim de semana contra o Tampa Bay Rays foram transferidos para o estádio do Rays em St. Petersburg, onde o Baltimore jogou como time da casa.

### Queda e últimos anos sob o comando de Showalter (2017-2018)
Apesar de a temporada de 2016 ter sido outra temporada acima de 0,500 para os Orioles, eles não conseguiram vencer sua divisão, mas conseguiram garantir uma vaga no Wild Card. No entanto, eles perderam para o Toronto Blue Jays no jogo do AL Wild Card. Baltimore não chegou à pós-temporada desde então. Em 2017, os Orioles começaram com um modesto recorde de 22 vitórias e 10 derrotas. Apesar do sucesso no início da temporada, os Orioles sofreram sua primeira temporada de derrotas desde 2011. Em 2018, o Orioles teve uma das piores temporadas da Liga Principal de Beisebol, ficando em 47-115. 2018 provou ser a última temporada do gerente geral Duquette e de Showalter em Baltimore, pois seus contratos não foram renovados após a temporada.

### Era Brandon Hyde (2019 até o presente)
Os Orioles começaram sua reconstrução trocando os favoritos dos fãs Manny Machado, Zach Britton, Jonathan Schoop, Brad Brach, Kevin Gausman e Darren O'Day em julho de 2018. Em 2019, os Orioles terminaram com 54 vitórias e 108 derrotas, o que foi o segundo time dos Orioles a superar o número de derrotas do time dos Orioles de 1988. Em 2020, os Orioles experimentaram um lado positivo em sua reconstrução, pois terminaram com 25-35 em uma temporada encurtada pela pandemia da COVID-19, seu melhor resultado desde 2017. Em 2021, os Orioles tiveram duas sequências de derrotas diferentes de pelo menos 14, a caminho de um final de 52-110. 2021 foi a terceira temporada com 110 derrotas na história da equipe. A primeira foi em 1939, quando eram conhecidos como St. Louis Browns, e a segunda foi em 2018, como Baltimore Orioles.
Em 9 de junho de 2022, Louis Angelos processou seu irmão, o presidente e CEO dos Orioles, John P. Angelos, e sua mãe, Georgia Angelos, no Tribunal do Condado de Baltimore. Louis Angelos alega que seu pai pretendia que os irmãos e sua mãe compartilhassem o controle da equipe. O processo afirma que o idoso Angelos entrou em colapso em 2017 devido a problemas cardíacos e estabeleceu um fundo com sua esposa e filhos como co-administradores. Louis Angelos está tentando fazer com que seu irmão e sua mãe sejam removidos como co-administradores do fundo que controla os Orioles e removidos como co-agentes da procuração de Peter Angelos.
O processo alega que Georgia Angelos quer vender a equipe e um consultor tentou negociar uma venda em 2020, mas John Angelos vetou um possível acordo. O processo alega que Angelos demitiu unilateralmente funcionários de longa data leais a seu pai, incluindo o ex-campista central Brady Anderson, assistente especial de longa data do vice-presidente executivo de operações de beisebol. O processo alega que John Angelos transferiu dezenas de milhões de dólares em propriedades do escritório de advocacia de seu pai para uma empresa de responsabilidade limitada controlada por seu advogado pessoal.
Em declarações separadas divulgadas pela equipe, Georgia e John Angelos refutaram as alegações.

No caso de qualquer venda, a Major League Baseball teria incentivado Cal Ripken a fazer parte de qualquer grupo de proprietários que venha a assumir o controle da equipe.